# Jenny Egan
Jenny Egan (* im 20. Jahrhundert in New York City, New York) ist eine US-amerikanische Schauspielerin.

## Leben
Jenny Egan wurde in New York City, im US-Bundesstaat New York geboren.
1951 hatte Egan in der Fernsehserie Love of Life ihr Fernsehdebüt. Sie spielte 1952 bis 1954 in der Fernsehserie Mister Peepers erstmals einen größeren Handlungsbogen. 1960 hatte sie ihre erste Filmrolle in Alle lieben Pollyanna.
1953 erhielt sie den Clarence Derwent Awards als erfolgsverspendste Schauspielerin On-Brodway.

## Filmografie
- 1951: Love of Life (Fernsehserie)
- 1952: Not for Publication (Fernsehserie, eine Folge)
- 1952–1954: Mister Peepers (Fernsehserie, 7 Folgen)
- 1953: Goodyear Television Playhouse (Fernsehserie, Folge 2x22)
- 1953–1957: Robert Montgomery Presents (Fernsehserie, 3 Folgen)
- 1954: You Are There (Fernsehserie, Folge 2x23)
- 1955: Mama (Fernsehserie, Folge 6x35)
- 1955: The Philco Television Playhouse (Fernsehserie, Folge 7x24)
- 1956: I Spy (Fernsehserie, Folge 1x20)
- 1956: Camera Three (Fernsehserie, Folge 2x05)
- 1959: The Play of the Week (Play of the Week, Fernsehserie, Folge 1x06)
- 1960: Alle lieben Pollyanna (Pollyanna)
- 1962: Preston & Preston (The Defenders, Fernsehserie, Folge 1x27)
- 1970: Dark Shadows (Fernsehserie, Folge 1x1128)
- 1971: Der verkehrte Sherlock Holmes (They Might Be Giants)